# Métamorphoses (Strauss)
Pour les articles homonymes, voir Métamorphose.
Metamorphosen

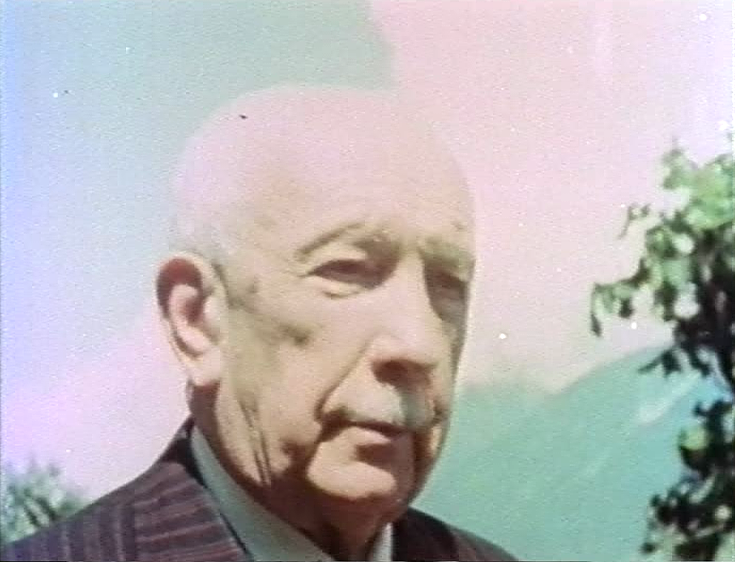
Strauss en juillet 1945, photo prise par l'US Army Special Film Project 186.

Metamorphosen, en français Métamorphoses, est une œuvre écrite pour 23 instruments à cordes par Richard Strauss et achevée le 12 avril 1945.

## Histoire
Il s'agit d'une commande de Paul Sacher, mais l'essentiel de Métamorphoses était déjà écrit avant. Elles ont été composées sous le coup de l'émotion causée par la dévastation d'une partie de l'Allemagne lors de la Seconde Guerre mondiale. Une esquisse à peu près contemporaine portait d'ailleurs en sous-titre Complainte sur Munich en référence à la destruction du Théâtre national de cette ville en 1943. Il s'agit de l'une des dernières partitions du musicien, alors octogénaire. Elle s'inscrit dans le cadre d'un retour à la musique instrumentale pure établissant un lien entre la fin de la vie de Strauss et ses années de jeunesse.
Les 23 instruments sont 10 violons, 5 altos, 5 violoncelles et 3 contrebasses, soit 5 quatuors à cordes et 3 contrebasses.
La première a lieu le 25 janvier 1946 sous la direction de Paul Sacher à la tête du Collegium Musicum de Zurich.
Il n'est pas certain que le titre se rapporte à la structure de l'œuvre. Les métamorphoses opérées sont plutôt celles des tonalités et harmonies que des thèmes, en fin de compte toujours reconnaissables (donc peu métamorphosés au sens propre du terme). L'un des six thèmes principaux est une allusion évidente au thème de la Marche funèbre de la Symphonie n° 3 de Beethoven, cité explicitement en hommage à la fin de la partition sous la mention « In Memoriam ! ».
L'idée de métamorphose est sans doute à rattacher ici aux lectures goethéennes de Strauss au soir de sa vie. 
Si l'on peut imaginer un clin d'œil à la Métamorphose des plantes ou à la Métamorphose des animaux du poète allemand, il faut aussi tenir compte d'une esquisse pour chœur mixte à quatre parties contemporaine de Métamorphoses, qui est une mise en musique des vers suivants de Goethe (extrait des Zahme Xenien (VII), 1827) :
| « Niemand wird sich selber kennen, Sich von seinem Selbst-Ich trennen; Doch probier' er jeden Tag, Was nach außen endlich, klar, Was er ist und was er war, Was er kann und was er mag. » |  |  | « Personne ne se connaîtra soi-même, ne se séparera de son moi propre ; Qu'il essaie chaque jour, De savoir enfin clairement, Ce qu'il est et ce qu'il était, Ce qu'il peut et ce qu'il désire. » |

Strauss retient du dernier Goethe l'idée de réflexion sur soi, d'évolution vers la sagesse par la connaissance de soi, ce qui semble correspondre – quand on le met en relation avec le contexte historique – à l'esprit de résignation des Métamorphoses.
L'œuvre est faite d'un seul tenant et son exécution demande un peu moins d'une demi-heure. Elle est constituée en fait d'un vaste adagio avec une partie centrale plus tourmentée.

## Principaux thèmes musicaux
Les thèmes principaux des Métamorphoses sont reproduits ici au moment de leur première utilisation. Les quatre premiers thèmes apparaissent dans les vingt premières mesures. Le cinquième thème apparaît à la 82e mesure, avec un tempo indiquant etwas Fliessender (« un peu plus fluide », ou « un peu plus allant »).

## Interprétations
Wilhelm Furtwängler a laissé un témoignage irremplaçable sur cette œuvre et son auteur : "Blessé, meurtri physiquement et moralement par les épreuves de la seconde guerre mondiale" ; "œuvre écrite par un compositeur lui-même accablé par le cataclysme. La simplicité de l'écriture musicale est livrée dans toute sa nudité ».

## Repères discographiques
- Wilhelm Furtwängler, concert avec le Philharmonique de Berlin, 1947 (Arlecchino, SWF)
- John Barbirolli, avec le New Philharmonia Orchestra (22 août 1967, EMI)[2]
- Rudolf Kempe, avec la Staatskapelle de Dresde (janvier 1973, EMI)[3]
- Herbert von Karajan, avec l'Orchestre philharmonique de Berlin (1983, DG)[4]